# Kampung Melayu (Sukajadi)
Kampung Melayu is een bestuurslaag in het regentschap Pekanbaru van de provincie Riau, Indonesië. Kampung Melayu telt 8323 inwoners (volkstelling 2010).